# (9670) Magni
(9670) Magni (1997 NJ10) – planetoida z pasa głównego asteroid okrążająca Słońce w ciągu 5,18 lat w średniej odległości 2,99 j.a. Odkryta 10 lipca 1997 roku.